# Poleana, Hust
Poleana (în ucraineană Поляна) este un sat în comuna Kopașnovo din raionul Hust, regiunea Transcarpatia, Ucraina.

## Demografie
Componența lingvistică a localității Poleana
     Ucraineană (100%)
Conform recensământului din 2001, toată populația localității Poleana era vorbitoare de ucraineană (100%).